# Katedralskola

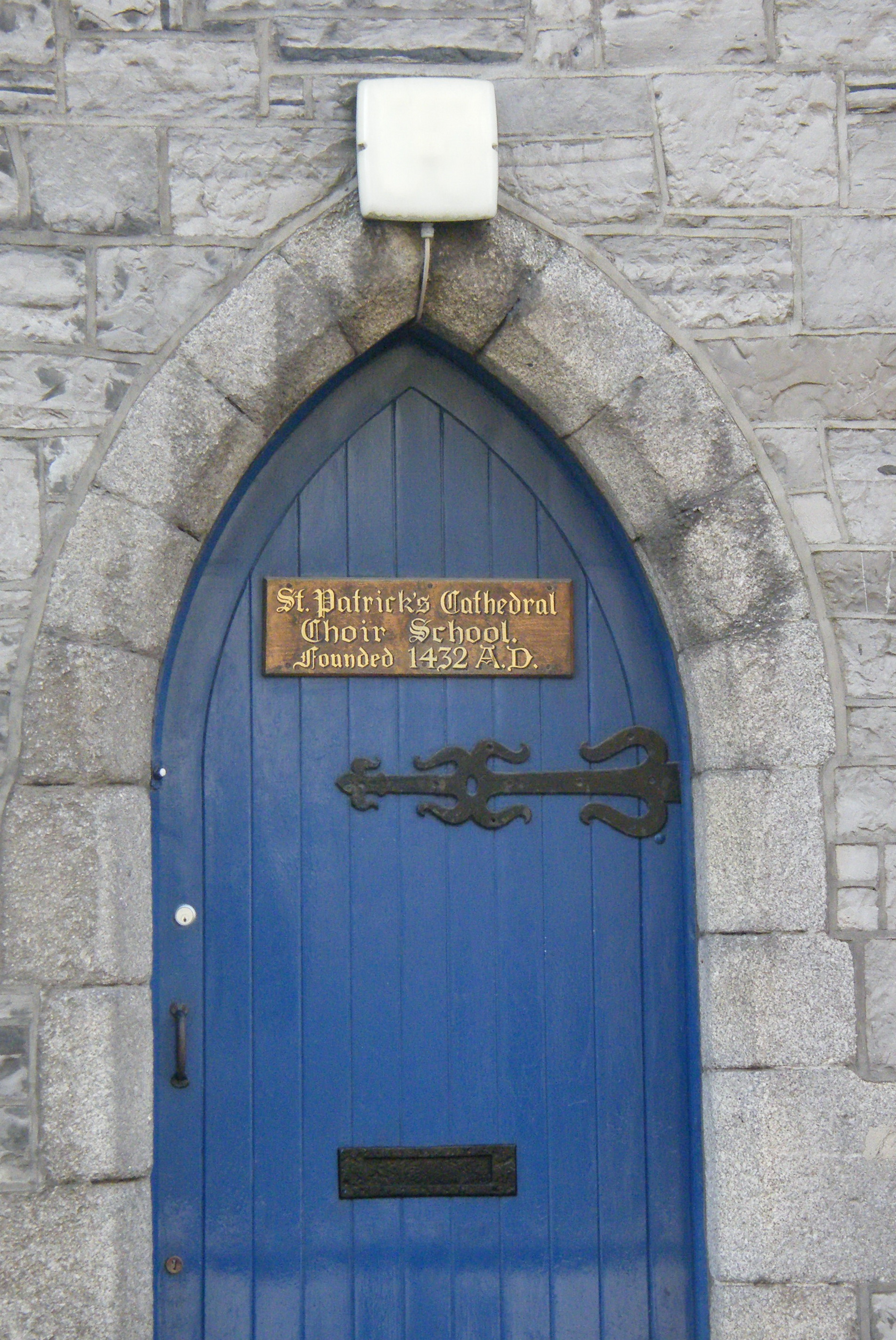
Porten till Sankt Patricks körkatedralskola på Irland, grundad 1432.

Katedralskola, domkyrkoskola, stiftskola, var en skolform som uppkom under medeltiden. De användes främst till att utbilda präster, men senare även lekmän. De var knutna till stiftens domkyrkor i biskopsstäderna. Katedralskolorna utvecklades till gymnasieskolan. 
Kyrkan övertog vid övergången till medeltiden antikens utbildningsarv, vilket primärt fördes till klosterskolor. Omkring 700-talet började stora kyrkor uppföras i Europa, domkyrkor eller katedraler, där prästutbildning gavs. Den äldsta domkyrkoskolan grundades av Chrodegang (död 766) i Metz. I syfte att förbättra det prästerliga levernet i sitt stift, anordnade han ett stort hus (domus, varav "domkyrka") där prästerna skulle bo tillsammans med honom och lära sig vissa regler för sitt uppförande. Tillsammans undervisade de pojkar som avsåg att bli präster. Karl den store gjorde skolformen och medföljande domkapitelindelning till norm i hela det frankiska riket, varifrån det spreds. Det förekom likartade skolor i andra städer än biskopsstäderna, kallade stiftsskolor. 
Katedralskolorna leddes av en medlem av domkapitlet, som fungerade som skolans scholasticus (lärare) och ansvarade även i övrigt för stiftets utbildning. Med tiden ersattes skolastikerns läraruppdrag av en rector scholae som sedermera började biträdas av lärare (socii), medan skolastikern hade att fastställa vad eleverna (scholares canonici) skulle lära sig samt att ge lärarbevis (licantia docendi). Skolastikerns befattning kom att kallas kansler. Vid Laterankonciliet 1215 beslutades det formellt att varje katolsk katedral skulle ha en katedralskola, där bland andra klerkerna skulle erhålla gratis undervisning.

## Norden
Nordens äldsta katedralskola är katedralskolan i Lund, som grundades 1085 genom en donation av Knut den helige; Lund tillhörde då Danmark. Sveriges äldsta katedralskola är så vitt källorna kan förtälja katedralskolan i Linköping som finns omnämnd under mitten av 1200-talet. På 1200-talet fanns svenska katedralskolor i Uppsala, Skara, Linköping, Växjö, Västerås, Strängnäs och Åbo. De svenska katedralskolorna sekulariserades successivt efter reformationen, och övergick i läroverk, sedermera gymnasieskola.

## Urval av katedralskolor
- Katedralskolan, Lund
- Katedralskolan, Uppsala
- Katedralskolan, Linköping
- Katedralskolan, Skara
- Katedralskolan, Växjö
- Katedralskolan i Åbo
- Tallinns katedralskola
- Rigas katedralskola